# Ієродиякон

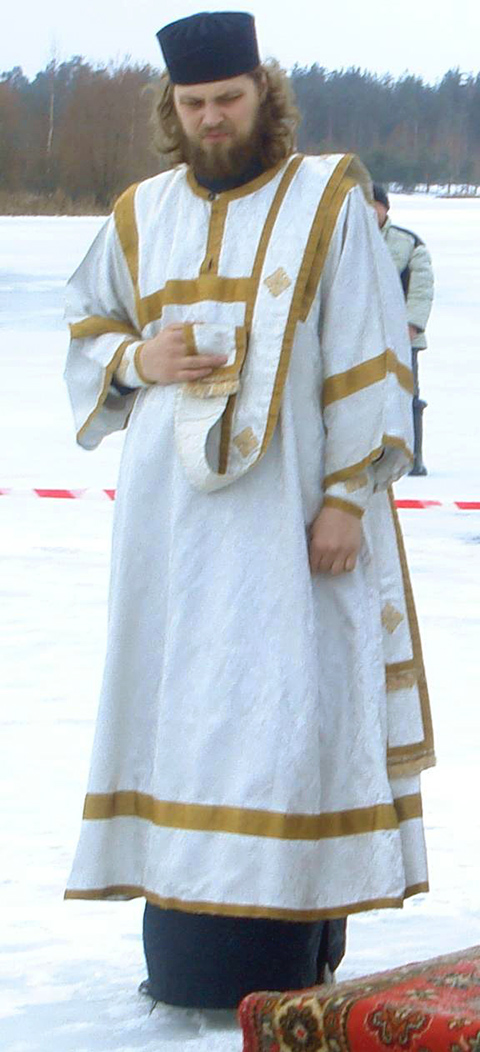
Ієродиякон

Ієродиякон від (грец. ἱερο — священний та διάκονος — служитель), давньоруське «чорний диякон» — православний чернець у сані диякона. Старший в монастирі ієродиякон називається архідияконом.
Сан ієродиякона отримується через спільне для всіх дияконів Таїнство Священства першого ступеня — диякон, при умові, що кандидат перед отриманням зазначеного Таїнства мав чернечий постриг.
Диякон може прийняти чернецтво і стати ієродияконом якщо він:
1. целібат, тобто — холостяк, ніколи не був у шлюбі,
2. овдовів,
3. розлучився зі своєю дружиною за обопільною згодою.

За благодаттю служіння і можливостями допомагати священникові при здійсненні таїнств, ієродиякон і диякон рівні. На відміну від диякона, при повному облаченні ієродиякон носить чорну камилавку, а в офіційній обстановці — клобук. Перші диякони з'явилися вже в апостольскі часи, а чернецтво сформувалося лише в IV столітті. Однак аж до V століття, а місцями навіть до VII століття, монахи уникали священного сану, в тому числі і дияконського.
«Ієродияконами» йменуються «мантійні ченці» в дияконському сані. «Рясофорних дияконів» теж називають «ієродияконами», в залежності від місцевих звичаїв. «Ієросхидияконами» або «схиієродияконами» називаються диякони в схимі. Згідно з церковними звичаями, до всіх ієродияконів належить шанобливо звертатися зі словами: «Ваше Преподобіє!»".
За старанне служіння Богу і людям, ієродияконові можуть урочисто вручити особливі пам'ятні та ювілейні подячні грамоти, церковні ордени медалі, а також його можуть нагородити правом носіння поза богослужінням подвійного ораря, а потім возведенням у сан архідиякона. Однак, треба зважити на те, що дияконське служіння часто сприймається лише як тимчасовий і проміжний рівень, бо молодих ієродияконів досить швидко висвячують на пресвітера (ієрея), після чого вони стають вже ієромонахами.